# Monte Palanzana
Il Monte Palanzana (detto anche La Palanzana - 802 m s.l.m.) è una montagna dei monti Cimini nell'Antiappennino laziale. La città di Viterbo è costruita alle sue pendici.

## Caratteristiche

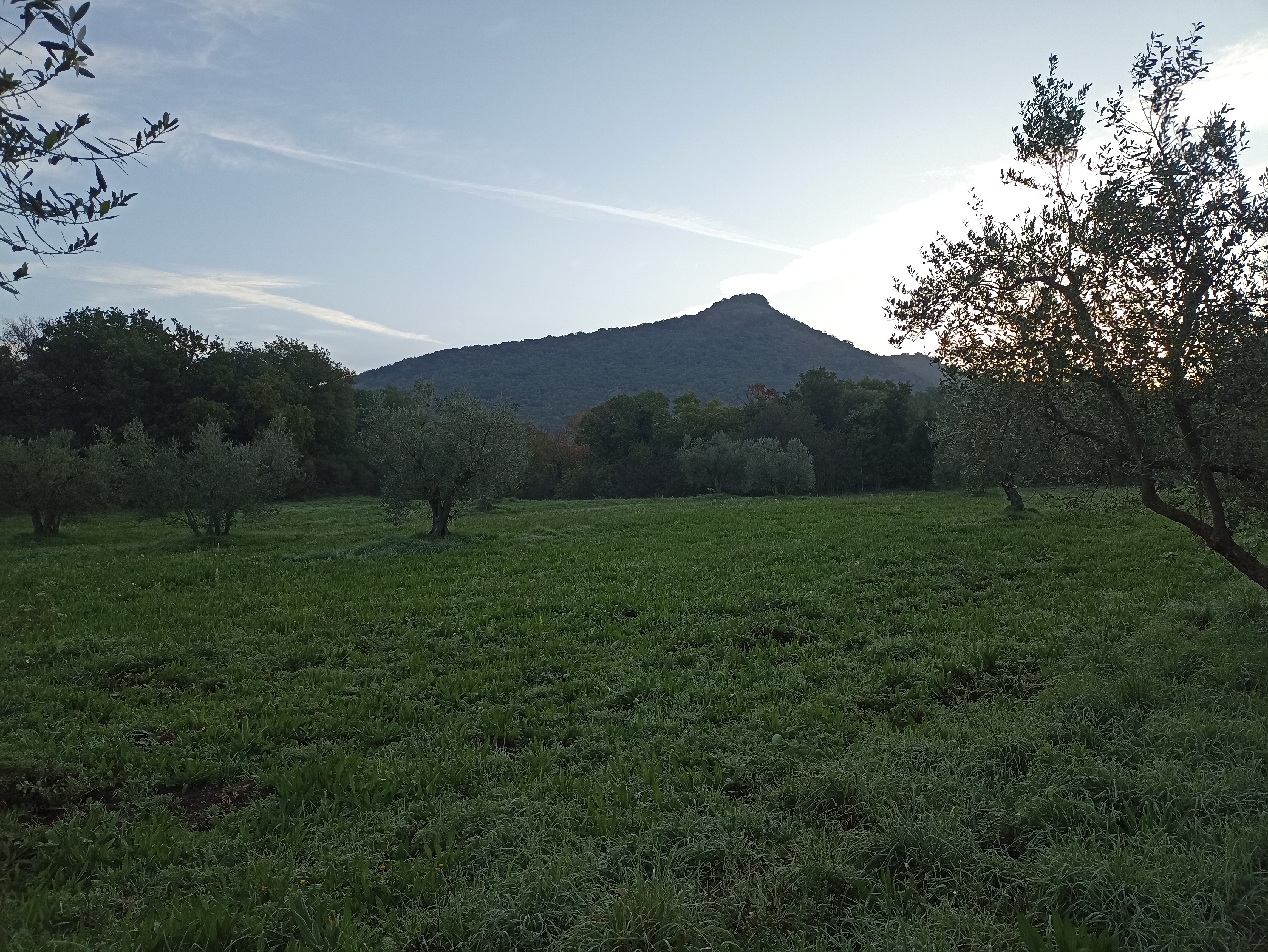
La Palanzana vista da sopra dell'abitato di Viterbo.

La montagna è di origine vulcanica e fa parte del complesso dei monti Cimini.
Nei pressi della vetta vi è costruita una grande croce che domina la città di Viterbo.

## Salita alla vetta
Da Viterbo si può arrivare alle pendici del monte percorrendo la strada Palanzana. Al termine delle strada si può salire per il sentiero denominato la direttissima oppure tramite un sentiero più lungo ma con meno pendenza.